# Johann Le Guillerm
Pour les articles homonymes, voir Le Guillerm.
 (juillet 2025).
Il peut être nécessaire de l'améliorer pour respecter le principe de neutralité de point de vue. Veuillez consulter la page de discussion pour plus de détails.

 (mars 2024).
La mise en forme du texte ne suit pas les recommandations de Wikipédia : il faut le « wikifier ».
Les points d'amélioration suivants sont les cas les plus fréquents. Le détail des points à revoir est peut-être précisé sur la page de discussion.
- Les titres sont pré-formatés par le logiciel. Ils ne sont ni en capitales, ni en gras.
- Le texte ne doit pas être écrit en capitales (les noms de famille non plus), ni en gras, ni en italique, ni en « petit »…
- Le gras n'est utilisé que pour surligner le titre de l'article dans l'introduction, une seule fois.
- L'italique est rarement utilisé : mots en langue étrangère, titres d'œuvres, noms de bateaux, etc.
- Les citations ne sont pas en italique mais en corps de texte normal. Elles sont entourées par des guillemets français : « et ».
- Les listes à puces sont à éviter, des paragraphes rédigés étant largement préférés. Les tableaux sont à réserver à la présentation de données structurées (résultats, etc.).
- Les appels de note de bas de page (petits chiffres en exposant, introduits par l'outil «  Source ») sont à placer entre la fin de phrase et le point final[comme ça].
- Les liens internes (vers d'autres articles de Wikipédia) sont à choisir avec parcimonie. Créez des liens vers des articles approfondissant le sujet. Les termes génériques sans rapport avec le sujet sont à éviter, ainsi que les répétitions de liens vers un même terme.
- Les liens externes sont à placer uniquement dans une section « Liens externes », à la fin de l'article. Ces liens sont à choisir avec parcimonie suivant les règles définies. Si un lien sert de source à l'article, son insertion dans le texte est à faire par les notes de bas de page.
- La présentation des références doit suivre les conventions bibliographiques. Il est recommandé d'utiliser les modèles {{Ouvrage}}, {{Chapitre}}, {{Article}}, {{Lien web}} et/ou {{Bibliographie}}. Le mode d'édition visuel peut mettre en forme automatiquement les références.
- Insérer une infobox (cadre d'informations à droite) n'est pas obligatoire pour parachever la mise en page.

Pour une aide détaillée, merci de consulter Aide:Wikification.
Si vous pensez que ces points ont été résolus, vous pouvez retirer ce bandeau et améliorer la mise en forme d'un autre article.
Johann Le Guillerm, né le 25 avril 1969 à Pruillé-le-Chétif, est un circassien, créateur, manipulateur d'objets français. Il s'affirme comme praticien de l'espace des points de vue. En 1996, il reçoit le Grand Prix National du Cirque, puis le Prix Arts du Cirque SACD en  2005 et le Grand Prix SACD en 2017.

## Biographie

### Enfance et formation
Johann Le Guillerm est né d'un père sculpteur et d'une mère céramiste. Il grandit dans la Sarthe et fonde en 1976 sa première troupe avec une bande de copains : Les Granulets. Puis en 1978, il façonne son costume de clown dans un cirque de passage. Dans la même année, il suit des ateliers de théâtre à l'Enfumeraie[réf. souhaitée].
En 1985, Johann Le Guillerm entre à l'École nationale supérieure des arts du cirque (ENSAC) à Châlons-en-Champagne, dans la toute première promotion. Il se forme au fil et l'art du clown. En 1989, il sort de l'école avec les félicitations du jury.

### Carrière
Peu avant sa sortie de l'École Nationale Supérieure des Arts du Cirque en 1990, Johann Le Guillerm est repéré puis embauché par la compagnie Archaos sur un de leurs spectacles. En 1991, il participe à la fondation de la volière Dromesko, puis en 1992, il co-fonde le Cirque O avec des anciens camarades d'école.
En 1994, Johann le Guillerm crée son propre cirque : le Cirque Ici. Un an après, il crée son premier solo : Où Ça ?, qu'il tourne pendant 5 ans et obtient le Grand Prix National du Cirque en 1996.
En 2000, il entame un tour du monde pour un an, pour se confronter à différents points de vue et à de nouvelles cultures. Au retour de son voyage en 2001, il commence des observations et des questionnements autour du point, ce qui mène à la mise en place de son projet : Attraction, projet rhizomatique se déployant sous des formes artistiques variées (spectacles, arts plastiques, performance, conférence...) et découlant d'un observatoire autour du minimal.
En 2003, il crée son deuxième spectacle Secret, qui est notamment programmé en 2004 et 2008 au festival d'Avignon[réf. souhaitée]. Johann Le Guillerm a été un des artistes associés au Parc de la Villette à Paris et parrain du Cirque-Théâtre d'Elbeuf. Depuis 2011, il est accueilli par la Mairie de Paris en résidence de recherche au Jardin d’Agronomie Tropicale .

## Univers
Pour Johann Le Guillerm, le cirque est l'espace des pratiques minoritaires (ce qui ne se fait pas, ne se fait plus, ou ne s'est jamais fait), prenant place dans l'espace des points de vue (par exemple la piste). Ces pratiques sont capables de provoquer l'attroupement autour d'un focus central naturel de l'architecture du chapiteau ou de la piste, ce qui provoque la convergence des points de vue. Selon Johann Le Guillerm, cela suffit à faire cirque.

### Attraction
Attraction est une utopie, où il faudrait recréer ce monde pour ne pas le subir, mais le vivre. Ce projet crée alors un nouvel ordre poétique, une nouvelle cartographie du monde en perpétuelle évolution, qui est représenté sous forme de rhizome. Ce projet a pour but de perturber nos certitudes, ce que nous savons. À partir de l'étude du point (la chose la plus simple), il étudie le plus complexe. Ces recherches prennent forme dans un laboratoire dans lequel naissent de multiples projets qui sont exposés dans différents lieux (parcs, villes, musées ...).

## Spectacles
- 1995 : Où ça ? (laboratoire en piste)
- 2003 : Secret (laboratoire en piste)
- 2012 : Secret temps 2 (laboratoire en piste)
- 2014 : La Transumante (performance architexturale et mouvante)
- 2017 : Le Pas Grand Chose (conférence spectacle)[11]
- 2019 : Encatation (expérience culinaire)[12]
- 2021 : Terces (laboratoire en piste)

## Œuvres
- L’Observatoire (archéologie de la recherche)
- La Motte, aujourd'hui à son Ve prototype (planète à portée de vue)[13]
- Les Imaginographes (instruments d'observation)
- Évolution Élastique (mutation morphographique)
- L’Insucube (installation anamorphique)
- Les Broglios (poèmes graphiques)
- Les Fées électriques (affuteurs de regard)
- L’AALU (Alphabet à Lettre Unique et aux multiples caractères)
- Les Architextures (entre architecture et texture)
- Les Droliques (flores aqua-cinétiques)
- Les Imperceptibles (véhicules à vitesse et énergies imperceptibles)
- L’Aplanatarium (observatoire d'objets planants)